# Arc-boutement

Serre-joint de menuisier : zone d'arc-boutement puis glissement lorsque les supports des actions de contact sont situés sur les cônes de frottement
Attention, ce schéma ne donne pas une idée complète de la complexité du problème.

 (juin 2015).
Si vous disposez d'ouvrages ou d'articles de référence ou si vous connaissez des sites web de qualité traitant du thème abordé ici, merci de compléter l'article en donnant les références utiles à sa vérifiabilité et en les liant à la section « Notes et références ».
L'arc-boutement est un phénomène de blocage issu du frottement pour lequel un équilibre subsiste indépendamment de l’intensité de l’effort qui tend à le rompre, à condition que cet effort conserve sa direction et son sens. On constate souvent l’arc-boutement lors de mouvements de translation.
Il s'agit en fait d'un moment appliqué à une liaison glissière imparfaite.
Un exemple classique et connu de tous est celui du tiroir de commode qui se met légèrement en biais et se « coince » lorsque l'on veut le refermer. Chacun sait que ce n'est pas en poussant plus fort que l'on peut atteindre le but recherché. L'expérience personnelle indique que le tiroir s'immobilise d'autant plus facilement que son guidage est moins profond que large, que le tiroir est chargé d'un seul côté, que l'on ne pousse pas dans l'axe, etc. Le phénomène est facilement diminué si on cire ou savonne les faces latérales du tiroir, ce qui montre que les propriétés de frottement sont mises à contribution.
De nombreux outils, mécanismes ou dispositifs, comme la roue libre, la clé du plombier ou le serre-joint du menuisier, utilisent l'arc-boutement pour assurer l'immobilisation de certains éléments. C'est également utilisé dans certains jouets, comme le pivert sur ressort qui descend le long d'un mât.
L'arc-boutement peut parfois survenir de façon brutale dans des mécanismes trop usés ou mal lubrifiés et il peut se révéler fort dangereux lorsque des éléments de forte inertie se trouvent soudainement immobilisés. Les risques sont diminués en utilisant des guidages par roulement plutôt que des guidages par glissement et, par ailleurs, les mécaniciens expérimentés savent qu'il faut toujours substituer, lorsque c'est possible — et notamment que le surcoût est compatible avec le cahier des charges —, les guidages en rotation aux guidages en translation ; autrement dit, il vaut toujours mieux utiliser des pivots plutôt que des glissières.

D'une manière générale, l’arc-boutement se produit lorsque la distance entre l'axe de la glissière et le point d'application de l'effort est suffisamment élevée.
Pour éviter ce phénomène, il faut choisir une longueur de guidage suffisante, dépendante de plus du coefficient de frottement d'adhérence ou de glissement entre les matériaux en contact.
La condition de non arc-boutement  pour un jeu donné est par ailleurs fournie par la relation :{\displaystyle d<{\frac {L}{2f}}} avec :
- f : coefficient d’adhérence entre les surfaces de contact ;
- L : longueur du guidage ;
- d : distance entre la direction de l’action mécanique et l’axe de la liaison.

La tendance à l’arc-boutement entraîne un déplacement saccadé du coulisseau. Ce phénomène de broutage est appelé stick-slip.